# Bad Idea Right?
«Bad Idea Right? » — песня американской певицы Оливии Родриго, вышедшая 11 августа 2023 года на лейблах Geffen Records и Interscope Records в качестве второго сингла из второго студийного альбома Guts.
В коммерческом плане песня «Bad Idea Right?» попала в первую десятку хит-парадов в Австралии, Ирландии, Новой Зеландии, Великобритании и США (где стала шестым хитом в Топ-10), а также возглавила рок-чарт Hot Rock & Alternative Songs (второй чарттоппер после «Brutal» в 2021 году).

## История
6 июля 2023 года Родриго исполнила несколько треков с альбома для журнала Vogue; Джиа Толентино отметила, что «на одном из них, который навевает мысли о группе Le Tigre, певице Charli XCX и саундтреке фильма Josie and the Pussycats, Родриго устремилась к злополучной и неотразимой ночи с бывшим». 31 июля 2023 года Родриго показала видеоклип, содержащий подсказки о треклисте Guts, которые должны были расшифровать поклонники. В ролике она отдыхает в спальне, распаковывает коробки и экспериментирует с различными устройствами, включая электрическую клавиатуру и ретро-печатную машинку. 1 августа 2023 года Родриго обнародовала треклист, в котором вторым треком значится песня «Bad Idea Right?».
Песня «Bad Idea Right?» станет вторым синглом с альбома Guts, дата выхода которого запланирована на 11 августа 2023 года. В электронном письме, анонсирующем песню, Родриго заявила, что «песня сильно отличается от „Vampire“ и показывает другую сторону Guts, более веселую и игривую», выразив тем самым волнение по поводу её выхода. На обложке, опубликованной в тот же день, Родриго изображена позирующей за стеклянной стеной, а название песни нарисовано красной помадой перед её лицом. Джордж Гриффитс из Official Charts Company считает, что из-за названия песни описание Толентино может быть связано с «Bad Idea Right?».

## Композиция
Песня «Bad Idea Right?» длится три минуты и четыре секунды. Дэн Нигро занимался продюсированием и вокалом. Он создал песню вместе с Сэмом Стюартом, Дэном Виафором и Стерлингом Лоусом. Нигро играет на гитаре, перкуссии, вокале, бас-гитаре и барабанном программировании, Стюарт — на электрогитаре, а Лоус — на ударных. Спайк Стент смикшировал его при содействии Мэтта Волаха.

## Отзывы
Pitchfork назвал песню «Bad Idea Right?» «Лучшим новым треком»; Шаад Д’Суза заявил, что она «далеко от „Vampire“», и высоко оценил игру Родриго: «Родриго, исполнитель с большой буквы, вгрызается в песню с глубокой самоотдачей, играя роль неряшливого главного героя. […] Клеем, скрепляющим этого жанрового Франкенштейна, является Родриго, чья нахально притворная невинность обеспечивает одно из лучших поп-исполнений года».
Журнал Time назвал песню «Bad Idea Right?» лучшей песней 2023 года.
| Публикация         | Список                              | Ранг | Ссылка |
| ------------------ | ----------------------------------- | ---- | ------ |
| British GQ         | The Best Songs of 2023              | N/A  | [ 13 ] |
| NME                | The 50 Best Songs of 2023           | 12   | [ 14 ] |
| NPR                | The Best Songs of 2023              | N/A  | [ 15 ] |
| The Guardian       | 20 Best Songs of 2023               | 7    | [ 16 ] |
| The New York Times | Lindsay Zoladz’s Best Songs of 2023 | 10   | [ 17 ] |
| Time               | The 10 Best Songs of 2023           | 1    | [ 12 ] |

## Музыкальное видео
Петра Коллинз сняла клип на песню «Bad Idea Right?», который был выпущен одновременно с песней. В клипе снялись молодые актрисы Мэдисон Ху (с ней она снималась в ситкоме «Пейдж и Фрэнки», или «Bizzardvark») и Айрис Апатоу, которых Родриго назвала «моими любимыми девушками». В клипе Родриго сбегает с домашней вечеринки и навещает бывшего парня вместе с Ху, Апатоу и канадской певицей Тейт МакРей. Клипом Оливия пытается показать в шуточной форме как на самом деле выглядит со стороны одержимость бывшим. В сценах она игнорирует все препятствия на своём пути, чтобы добраться до спальни своего бывшего, где по итогу они безыдейно лежат.  Клип буквально "кричит" о том, насколько это плохая идея бегать за бывшим и питать иллюзии на счет него.

## Чарты
| Чарт (2023)                                  | Высшая позиция |
| -------------------------------------------- | -------------- |
| Австралия (ARIA)                             | 3              |
| Австрия (Ö3 Austria Top 40)                  | 35             |
| Канада (Billboard Canadian Hot 100)          | 9              |
| Канада (Billboard CHR/Top 40)                | 14             |
| Канада (Billboard Hot AC)                    | 25             |
| Канада (Billboard Rock)                      | 45             |
| Чехия (Singles Digitál Top 100)              | 35             |
| Германия (GfK)                               | 64             |
| Мир (Billboard Global 200)                   | 5              |
| Ирландия (IRMA)                              | 4              |
| Латвия (EHR)                                 | 14             |
| Литва (AGATA)                                | 40             |
| Нидерланды (Single Top 100)                  | 29             |
| Новая Зеландия (Recorded Music NZ)           | 4              |
| Норвегия (VG-lista)                          | 27             |
| Республика Корея (BGM, Circle)               | 130            |
| Республика Корея (Download, Circle)          | 199            |
| Испания (PROMUSICAE)                         | 73             |
| Швейцария (Schweizer Hitparade)              | 58             |
| Великобритания (OCC UK Singles)              | 3              |
| США (Billboard Hot 100) ·                    | 7              |
| США (Billboard Adult Contemporary)           | 26             |
| США (Billboard Adult Pop Airplay)            | 15             |
| США (Billboard Dance/Mix Show Airplay)       | 35             |
| США (Billboard Hot Rock & Alternative Songs) | 1              |
| США (Billboard Pop Airplay)                  | 11             |

| Чарт (2023)                                   | Позиция |
| --------------------------------------------- | ------- |
| США (Hot Rock & Alternative Songs, Billboard) | 11      |

| Чарт (2024)                                   | Позиция |
| --------------------------------------------- | ------- |
| США (Hot Rock & Alternative Songs, Billboard) | 26      |

## Сертификации
| Регион                                                                      | Сертификация  | Продажи |
| --------------------------------------------------------------------------- | ------------- | ------- |
| Австралия (ARIA)                                                            | 2× Платиновый | 140 000 |
| Бельгия (BEA)                                                               | Золотой       | 20 000  |
| Бразилия (ABPD)                                                             | 2× Платиновый | 80 000  |
| Канада (Music Canada)                                                       | Золотой       | 40 000  |
| Мексика (AMPROFON)                                                          | Золотой       | 70 000  |
| Новая Зеландия (RMNZ)                                                       | Платиновый    | 30 000  |
| Польша (ZPAV)                                                               | Золотой       | 25 000  |
| Португалия (AFP)                                                            | Золотой       | 5000    |
| Испания (PROMUSICAE)                                                        | Золотой       | 30 000  |
| Великобритания (BPI)                                                        | Платиновый    | 600 000 |
| Данные о продажах + прослушиваниях приведены только на основе сертификации. |               |         |